# المعهد العالي للدراسات التكنولوجية بتوزر
المعهد العالي للدراسات التكنولوجية بتوزر هي إحدى المؤسسات العليا التابعة لجامعة قفصة، وقد نشأت في جويلية 2005.

## وصلات خارجية
- تونس
- توزر